# Godło Brunei
Godło Brunei – oficjalne godło państwowe Brunei.

## Symbolika
Parasol na godle przypomina, że Brunei jest monarchią, natomiast pozostałe symbole na fladze pokazują, że religią państwową jest islam.
Dwie ręce po bokach oznaczają ochronę roztaczaną przez rząd i wspieranie praw obywatelskich.
Na półksiężycu znajduje się napis po arabsku الدائمون المحسنون بالهدى (pol. Zawsze wykonuj służbę pod kierownictwem Allaha).
Na dole jest dewiza państwa: Brunei - Kraj Pokoju.
Godło Brunei zostało przyjęte w 1932 roku, w obecnej wersji od 29 września 1959 roku.

## Historyczne wersje herbu

Herb Brunei w latach 1932–1950
Herb w latach 1950–1959